# Zavíječ zimostrázový
Zavíječ zimostrázový (Cydalima perspectalis) je druh motýla z čeledi travaříkovitých (Crambidae). V České republice se stal známějším kvůli své populační explozi počínaje přibližně rokem 2016 v rámci postupného šíření tohoto nepůvodního druhu napříč teplejšími oblastmi Evropy. Housenky tohoto motýlka východoasijského původu konzumují listy i čerstvé letorosty zimostrázu až na silnější větve. Předpokládá se, že se náhodně šíří s výpěstky.
V ČR napadá keře zimostrázu a brsleny. Housenka oplétá rostlinu zámotkem podobně jako předivky, zpravidla však nevytváří celistvý pokryv. Nakousané listy odumírají a schnou, rostlina často působí zcela odumřelým dojmem, po čase ale obrůstá. Primární poškození je estetické, v případě výrazného přemnožení může docházet k holožíru. Zatímco zdravé buxusy se na jaře zelenají svěží barvou, buxusy napadené housenkami zavíječe s nástupem léta naopak tmavnou a uvadají. 
Světle zelené, řídce ochlupené housenky mají na hřbetě černé pruhy, hlava je černá a lesklá. Vzrostlé housenky dosahují délky až 4 cm. V Evropě mívá druh dvě generace za rok, v původní vlasti je to mnoho generací ročně.

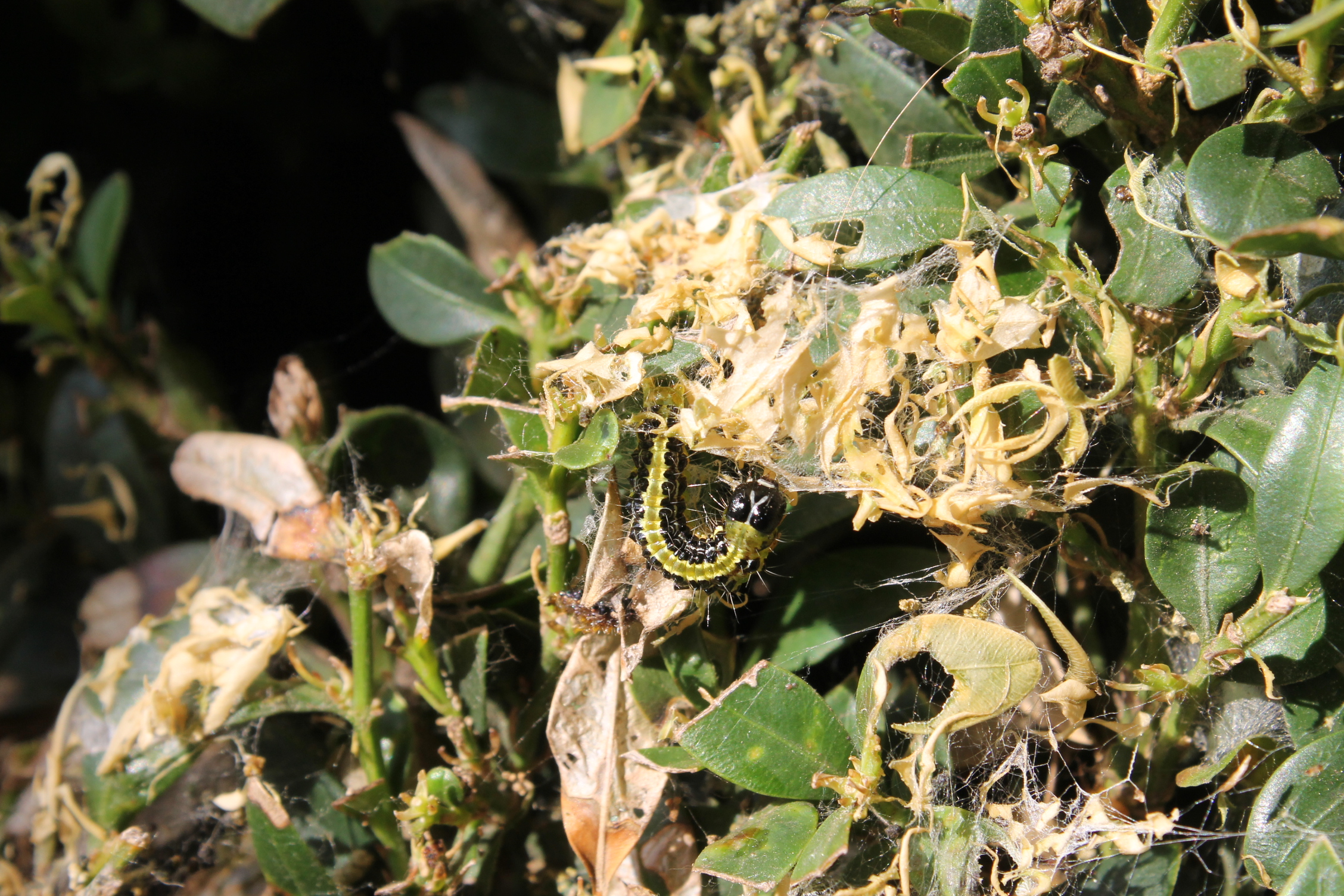
Housenka, symptomy - poškození, zápředky

## Výskyt
Druh je původní ve východní Asii (Japonsko, Čína, Tchaj-wan, Korea, Dálný východ Ruska a Indie). Jedná se o druh hmyzu, jenž je v Evropě označen jako invazní. První záznamy o výskytu v Evropě pochází z Německa z roku 2006, následně ze Švýcarska a Nizozemska v roce 2007; z Francie, Velké Británie a Rakouska v roce 2009. V roce 2011 byl druh poprvé zaznamenán v Maďarsku, Rumunsku a Turecku. Druh je také znám ze Slovenska a Belgie.

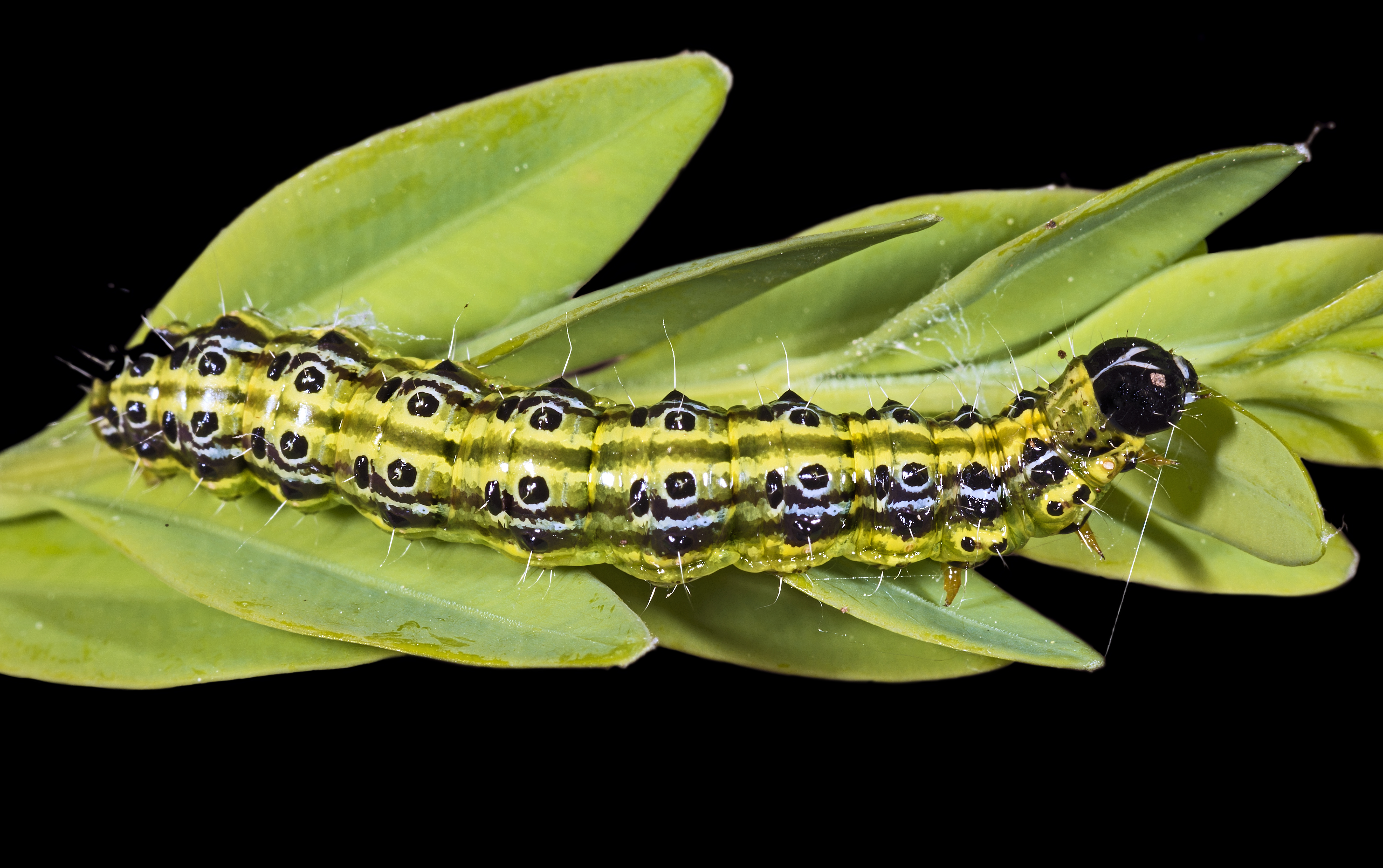
Housenka, bližší pohled.

### Výskyt v Česku
Druh byl zaznamenán v roce 2011 v NP Podyjí během faunistických výzkumů (Šumpich, 2011) a v roce 2013 v Brně.

## Hostitel
- zimostráz vždyzelený (Buxus sempervirens)

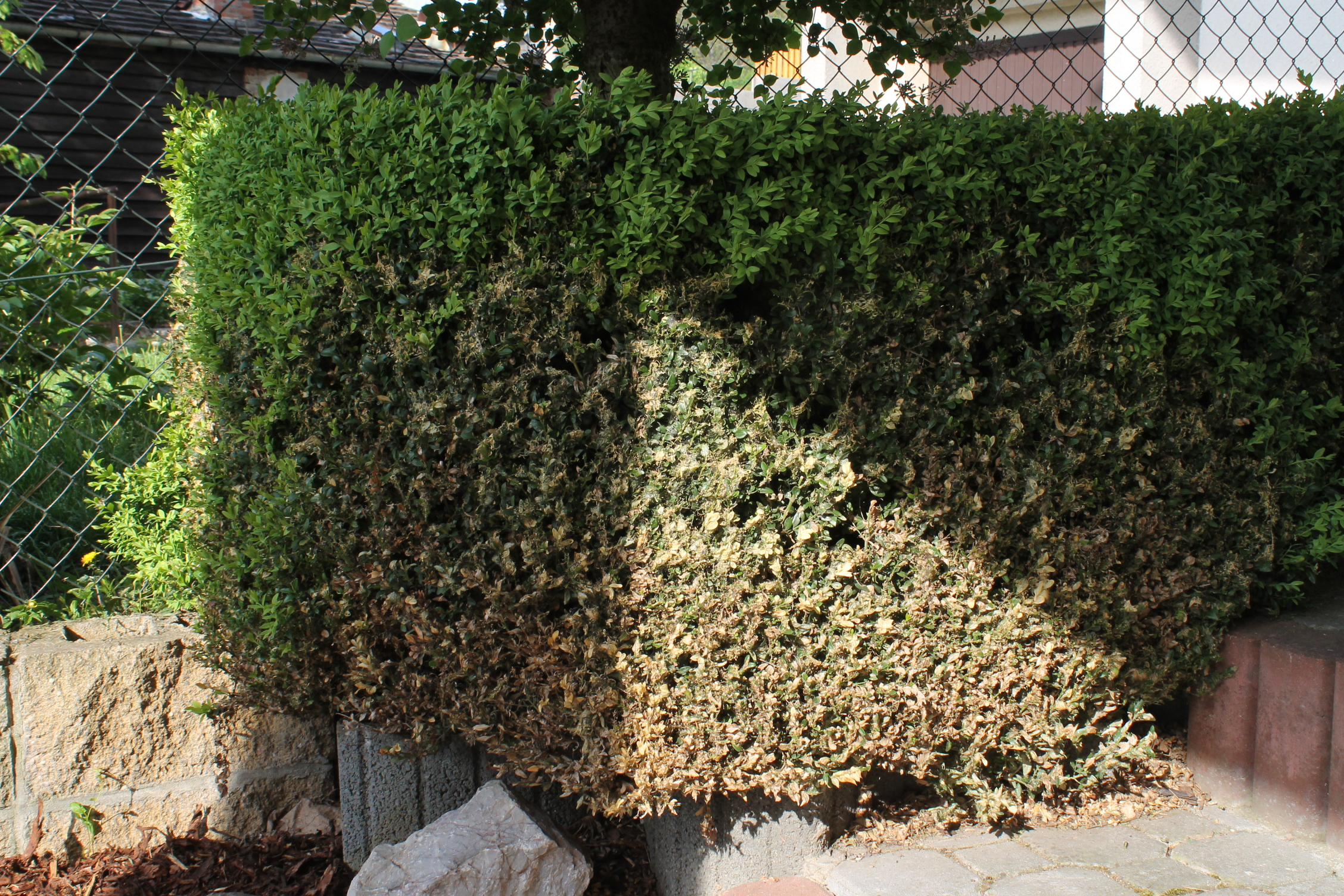
Poškozený živý plot na jaře.

Předpokládá se i 

- brslen druhu Euonymus japonicus
- cesmína druhu Ilex purpurea

## Symptomy napadení
Poškozené letorosty, skeletované listy, pavučinky - zápředky, trus, housenky.